# Amt Zechlin
Das Amt Zechlin war ein kurfürstlich-brandenburgisches, später königlich-preußisches Amt mit Sitz in Flecken Zechlin im Landkreis Ostprignitz-Ruppin (Brandenburg). Das Amt Zechlin entstand im Wesentlichen aus den säkularisierten Besitzungen des Hochstifts Havelberg um die Burg Zechlin, und Teilen des bereits 1764 aufgelösten Amtes Lindow. Das Amt Zechlin wurde 1872/4 aufgelöst.

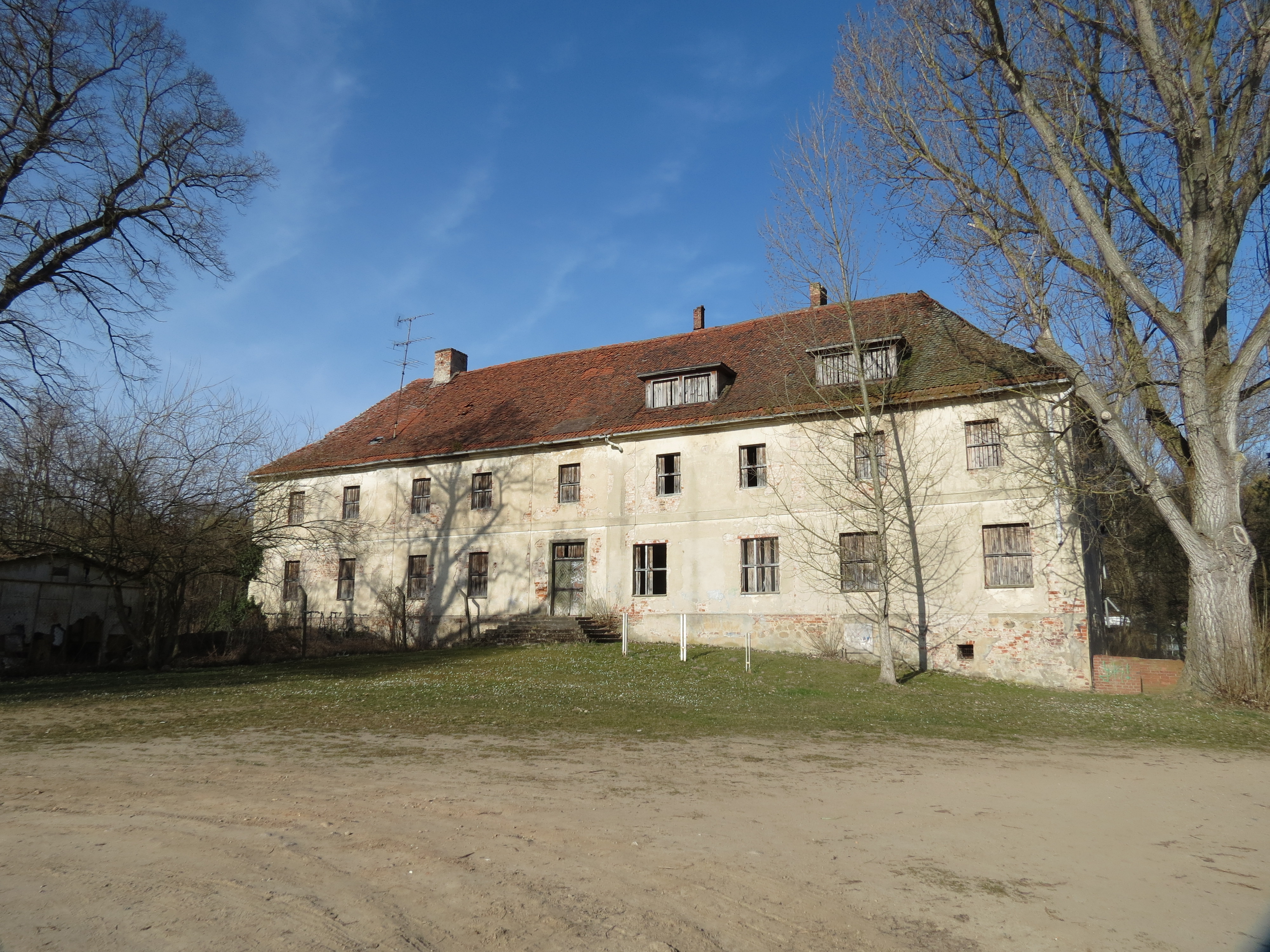
Ehemaliges Amtshaus (Vorderseite) in Flecken Zechlin

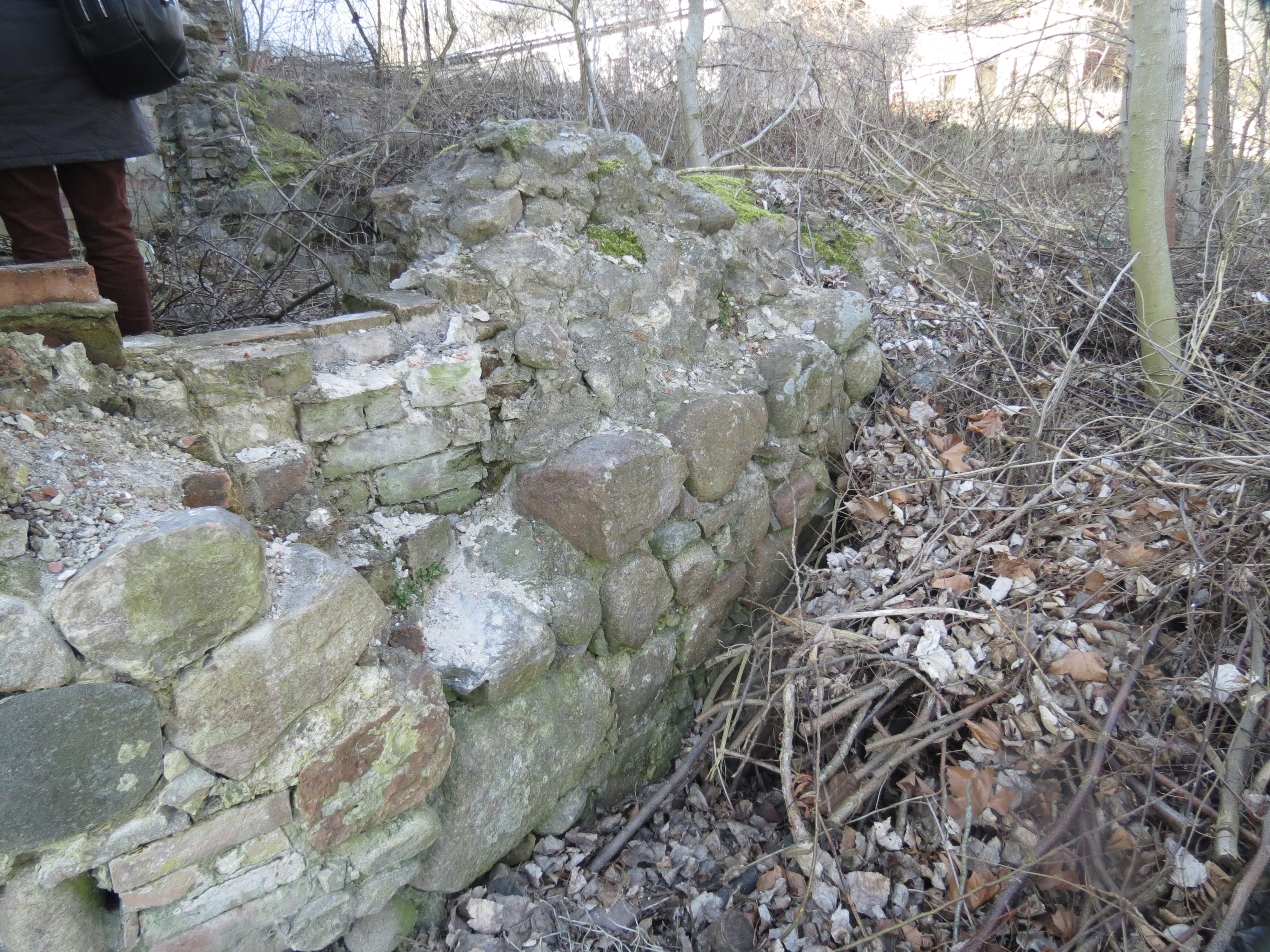
Feldsteinfundament der ehemaligen Burg (hinter dem ehemaligen Amtshaus) in Flecken Zechlin

## Geographische Lage
Das Amt Zechlin umfasste Gebiete sowohl in der Prignitz als auch im Kreis Ruppin. Es lag zum größten Teil im heutigen Landkreis Ostprignitz-Ruppin. Kleinere Teile liegen heute im Landkreis Oberhavel.

## Geschichte
Das Amt Zechlin setzt sich im Wesentlichen aus den weltlichen Besitzungen des Bischofs von Havelberg (Hochstift Havelberg), die 1571 der Mark Brandenburg einverleibt wurden sowie des Amtes Lindow zusammen, das 1764 aufgelöst und mit dem Amt Zechlin vereinigt wurde.
Flecken Zechlin, früher nur Zechlin genannt wurde 1237 erstmals urkundlich genannt. Die Burg, deren Feldsteinfundamente noch hinter dem alten Amtshaus zu sehen sind, wurde wahrscheinlich Anfang des 14. Jahrhunderts vom mecklenburgischen Fürsten und Besitzer der Herrschaft Stargard Heinrich II., genannt der Löwe errichtet. 1320 verkaufte er die Region an das Bistum Havelberg. Ursprünglich bestanden darin über 20 Dörfer, von denen aber 14 entweder völlig wüst geworden waren oder nur die Dörfer wüst gefallen waren (bei weiterer Bewirtschaftung der Feldmarken durch Bauern von Nachbardörfern).
Das Amt Lindow entstand 1542 aus dem säkularisierten Besitz des Klosters Lindow. Das Amt Zechlin wurde bis 1707 gemeinsam mit dem Amt Wittstock verwaltet. 1725 kamen Luhme, Repente und Kleinzerlang vom Amt Goldbeck zum Amt Zechlin. Nicht zu diesen beiden Besitzkomplexen gehörte das Dorf Rägelin, das im Besitz des Klosters Arendsee war. Es kam mit der Säkularisation dieses Klosters 1540 an das Amt Zechlin.

### Zugehörige Orte
Die amtsangehörigen Orte wurden im Wesentlichen nach Bratring (1804) und dem Ortschaftsverzeichnis von 1817 erstellt:
- Altglobsow (Alt-Globsow, Kolonie) (heute ein Ortsteil der Gemeinde Großwoltersdorf, Lkr. Oberhavel). Der Ort gehörte bis 1419 den v. Dewitz in Priepert, Landkreis Mecklenburgische Seenplatte. In diesem Jahr verkauften sie den Ort an das Kloster Lindow. Danach kam es an das Amt Lindow und nach dessen Auflösung 1764 an das Amt Zechlin.
- Alt Lutterow (Alt Luttrow, Vorwerk, heute ein Gemeindeteil der Stadt Rheinsberg). Das mittelalterliche Dorf gehörte zum Besitz der Burg Zechlin. Es fiel vor 1414 wüst. 1573 wurde auf der wüsten Feldmark eine Schäferei eingerichtet. Die Feldmark wurde von den Bauern von Dorf Zechlin und Schweinrich genutzt. Anfang des 19. Jahrhunderts siedelte sich beim Vorwerk eine Kolonie mit acht Wohnhäusern an.
- Amt Zechlin (heute in Flecken Zechlin aufgegangen). Zwischen 1306 und 1320 wurde am Nordufer des Schwarzen Sees eine Burg errichtet. Das Gebiet gehörte bis 1320 zu Mecklenburg. 1320 ging die Burg in den Besitz des Bischofs von Havelberg über. 1571 wurde der Ort der Amtssitz des Amtes Zechlin. Zum unmittelbaren Bereich der Burg gehörte eine kleine Siedlung, neben dem Flecken Zechlin in unmittelbarer Nähe der Burg. 1860 gehörten 5 Wohn- und 16 Wirtschaftsgebäude zum Amtssitzvorwerk.
- Babitz (1817: Dorf) (heute ein Ortsteil der Stadt Wittstock/Dosse). Das 1274 erstmals genannte Dorf war damals im Besitz der Herren von Werle. 1320 erscheint es im Besitz des Bischofs von Havelberg. 1571 wurde das Bistum Havelberg formal mit der Mark Brandenburg vereinigt. Babitz wurde nun vom Amt Zechlin verwaltet.
- Banzendorf (Dorf) (heute ein Ortsteil der Stadt Lindow (Mark)). Das Dorf war geteilt. Ein Teil gehörte schon den Herren von Ruppin (Gerichtsherrschaft), nach deren Aussterben dem Amt Alt Ruppin, der andere Teil gehörte schon vor 1423 dem Kloster Lindow (Grundherrschaft) und nach der Säkularisation des Klosterbesitzes 1542 an das Amt Lindow. 1764 bei der Auflösung des Amtes Lindow wurde es dem Amt Zechlin zugeteilt. 1846 ging dieser Anteil an das Amt Alt Ruppin.
- Basdorf (heute ein Ortsteil der Stadt Rheinsberg). Das mittelalterliche Dorf fiel früh wüst. Die wüste Feldmark gehörte schon 1524 zur Herrschaft Ruppin bzw. ab 1525 zum Amt Alt Ruppin. 1751 wurde eine Glashütte auf der wüsten Feldmark erbaut, aus dem das heutige Dorf entstand. Das Schmettausche Kartenwerk verzeichnet hier neben einer Grünen Glashütte eine Porcellain Fabrique. Basdorf wurde 1844 vom Amt Alt Ruppin abgetrennt und dem Amt Zechlin zugewiesen.
- Beerenbusch (Bewohnter Gemeindeteil im Ortsteil Rheinsberg der Stadt Rheinsberg). Es ist nicht bekannt, ob das Areal im Mittelalter zu einer Feldmark eines wüst gefallenen Dorfes gehörte oder ob es nur ein Waldstück war. Dieses war bereits 1530 im Besitz des Klosters Lindow. Der Waldow kam in den Besitz des Stiftes Lindow. Bereits im 16. Jahrhundert waren Teile des Beerenbusches durch den Schulzen in Menz bewirtschaftet worden. 1664 ist ein Teerofen belegt, 1770 auch ein Krug. Um 1800 entstand hier eine Unterförsterei und Büdnerkolonie, aus dem sich der heutige Gemeindeteil entwickelte. 1825 kam das Forsthaus nebst dem Schutzbezirk an das Amt Zechlin.
- Beckermühle (heute Mühle, heute ein Gemeindeteil der Stadt Rheinsberg)
- Berlinchen  (Dorf) (heute ein Ortsteil der Stadt Wittstock/Dosse). Berlinchen gehörte zum Klosterhof Dranse des Klosters Amelungsborn. Der Ort ging 1430 an den Bischof von Havelberg bzw. die Burg Zechlin, später das Amt Zechlin.
- Braunsberg (Dorf) (heute ein Ortsteil der Stadt Rheinsberg). Das mittelalterliche Dorf war vor 1525 wüst gefallen. Es wurde bis 1540 wieder aufgebaut und ist in diesem Jahr als „neues Dorf“ bezeugt. Im Dreißigjährigen Krieg fiel das Dorf ein zweites Mal wüst und wurde erst 1699 durch Pfälzer Kolonisten wieder besiedelt. Das Dorf gehörte zu Ende des Mittelalters der Familie v. Lohe zu Wustrau. 1696 verkauften sie die damals noch wüste Feldmark, die aber schon von den Bauern der Nachbardörfer genutzt wurde, an das Amt Alt Ruppin. 1764 wurde das Dorf an das Amt Zechlin überwiesen.
- Buchholz. Das im 13. Jahrhundert angelegte Dorf fiel wohl im 14./15. Jahrhundert wüst. 1524 gehörte die wüste Feldmark den von Lohe zu Wustrau und Braunsberg. Vor dem Dreißigjährigen Krieg wurde die Feldmark z. T. noch bewirtschaftet, bewaldete sich dann völlig; 1662 war sie völlig mit Holz und Büschen bewachsen. 1696 verkauften die von Lohe die Feldmark an das Amt Alt Ruppin. 1701 war sie z. T. wieder geräumt und wurde von Bauern aus Braunsberg genutzt. 1764 wurde sie dem Amt Zechlin überwiesen.
- Burow (Kolonie und Erbpachtvorwerk) (heute ein Ortsteil der Gemeinde Groß Woltersdorf). Die Feldmark des schon früh wüst gefallenen mittelalterlichen Dorfes war schon vor 1530 im Besitz des Klosters Lindow. Die Feldmark wurde zum Teil von Bauern des Dorfes Menz genutzt. Sie kam mit der Säkularisation des Klosterbesitzes an das Amt Lindow. 1753/4 wurden 16 Häuser und ein Vorwerk aufgebaut. 1764 wurde der Ort (Feldmark und Kolonie) dem Amt Zechlin zugeteilt. Das Vorwerk gehörte zum Gut Zernikow.
- Dagow (1817: Erbpachtvorwerk, heute ein Ortsteil der Gemeinde Stechlin). Das mittelalterliche Dorf war bis spätestens im 15. Jahrhundert wüst gefallen. Es gehörte damals noch zur Vogtei von Fürstenberg/Havel. Die weitere Besitzgeschichte ist ungeklärt, jedenfalls war es 1764 unter den Dörfern des aufgelösten Amtes Lindow, die dem Amt Zechlin zugeteilt wurden.
- Degebrod. Das mittelalterliche Dorf fiel im 14./15. Jahrhundert wüst. Es war im 15. Jahrhundert schon wüste Feldmark und gehörte damals noch zur Vogtei Fürstenberg/Havel. 1707 war es Heuerland des Amtes Zechlin.
- Dierberg (1817: Dorf) (heute ein Ortsteil der Stadt Rheinsberg). Das Dorf war schon vor 1423 im Besitz des Klosters Lindow. Mit dessen Säkularisation kam es 1542 an das Amt Lindow, 1764 an das Amt Zechlin. 1844 wurde es vom Amt Zechlin abgetrennt und dem Amt Alt Ruppin zugewiesen.
- Dietrichsofen, Theerofen (existiert nicht mehr, lag südwestlich des kleinen Teufelsees, heute im Ortsteil Menz der Gemeinde Stechlin). Um 1700 wurde auf dem Gebiet des Amtes Lindow durch den Teerschweler Christian Ebbert ein Teerofen angelegt. 1764 kam er zum Amt Zechlin. Er ist nach 1860 eingegangen.
- Dollgow (Dolgow, Dorf) (heute ein Ortsteil der Gemeinde Stechlin). Der Ort gehörte schon vor 1423 zur Hälfte dem Kloster Lindow, die andere Hälfte war in Adelsbesitz. Der Lindowsche Anteil kam 1542 zum Amt Lindow und 1764 zum Amt Zechlin.
- Dorf Zechlin (Zechlin, Dorf) (heute ein Ortsteil der Stadt Rheinsberg). Der Ort gehörte bis 1242 den Herren von Werle, die es in diesem Jahr an das Kloster Doberan schenkten. 1320 an den Bischof von Havelberg. Mit der Einverleibung des Bistums Havelberg in die Mark Brandenburg kam der Ort an das Amt Zechlin. Auf der (heutigen) Gemarkung lagen im Mittelalter sieben Dörfer, die alle wüst fielen.
- Dranse (1817: Dransee, Dorf und Walkmühle) (heute ein Ortsteil der Stadt Wittstock/Dosse). 1274 schenkte Nikolaus von Werle dem Zisterzienserkloster Amelungsborn (Landkreis Holzminden, Südniedersachsen) 60 Hufen Land nördlich des Dranser Sees zur Errichtung eines Klosterhofes. Dazu gehörten auch 11 Dörfer. 1430 wurde der Klosterhof samt der zugehörigen Dörfer an den Bischof von Havelberg verkauft. 1571 bei der Einverleibung des Bistums Havelberg in die Mark Brandenburg wurde Dranse dem Amt Zechlin zugewiesen. Der Zoll stand bis 1827 den mecklenburgischen Herzögen zu.
- Dranseer Walkmühle (heute Wohnplatz Walkmühle im Ortsteil Dranse der Stadt Wittstock/Dosse). 1705 wurde am südwestlichen Ufer des Kleinen Baalsees auf Amtsgebiet eine Walkmühle errichtet, die an die Stadt Wittstock/Dosse in Erbpacht gegeben wurde.
- Fischerhaus Stechlin und Försterei Stechlin. Das mittelalterliche Dorf Stechlin gehörte dem Kloster Lindow. 1422 wurde es von Mecklenburgischen Rittern ausgeraubt und fiel danach wüst. 1530 ist es als wüste Feldmark mit sechs Seen (Großer und Kleiner Stechlinsee, Teufelsee, Gerlinsee, Wulwitzsee und Nehmitzsee) bezeugt. Die Feldmark wurde von Bauern aus Menz genutzt. Mitte des 18. Jahrhunderts entstand auf der wüsten Feldmark, aber nicht an der alten Dorfstätte ein Fischerhaus, aus dem der heutige Wohnplatz der neuzeitlichen Gemeinde Stechlin entstand. 1764 ging die Feldmark an das Amt Zechlin über. 1840 war das Fischerhaus im Besitz der Gemeinde Menz.[1] 1833 wurde vermutlich an der alten Dorfstätte eine (Unter-)Försterei (Försterei Stechlin) aufgebaut. Letztere gibt es nicht mehr (lag hier ). An dieser Stelle (und weitere Umgebung) steht das Kernkraftwerk Rheinsberg.
- Fischerwall (Etablissement und Zollhaus). Schon 1698 stand hier ein baufälliges Häuschen, 1800 auch Fischerhaus genannt. 1800 und 1817 war hier auch eine (Neben-)Zollstelle. 1846 wurde die Lokalität an das Amt Zehdenick abgegeben.
- Flecken Zechlin (heute Ortsteil der Stadt Rheinsberg). 1237 schenkte Niklot von Werle 50 Hufen Land an die Zisterzienser Mönche von Bad Doberan. Sie errichteten einen Klosterhof. Zwischen 1306 und 1320 wurde am Nordufer des Schwarzen Sees eine Burg errichtet. Das Gebiet gehörte bis 1320 zu Mecklenburg. 1320 ging die Burg in den Besitz des Bischofs von Havelberg über. 1548 ging das Tafelgut an die Brandenburgischen Kurfürsten. Die Burg wurde 1640 Sitz des Amtes Zechlin.
- Am Giesenschlag, Teerofen (auch Kehrbergofen) (existiert nicht mehr, lag am Südostende des Giesenschlagsees, ca. 2 km östlich von Luhme). 1484 wird hier ein freier Hof der v. Krusemark erwähnt. Später war dieser Hof im Besitz des Bischofs von Havelberg und gelangte 1571 an das Amt Zechlin. 1707 wurde ein Teerofen an dieser Stelle genannt, der nach dem Besitzer J. Kehrberg auch Kehrbergofen genannt wurde. 1849 erscheint der Teerofen letztmals in den Urkunden.
- Glienicke, Kolonie (heute Rheinsberg-Glienicke, ein Gemeindeteil von Gühlen-Glienicke, einem Ortsteil der Stadt Neuruppin). Um 1700 wurde hier ein Teerbrennerhaus errichtet, das zur Herrschaft Rheinsberg gehörte. Noch vor 1733 entstanden hier weitere Büdnerhäuser. 1776 kam der Ort an das Amt Zechlin, 1798 wieder zurück zur Herrschaft Rheinsberg. Noch vor 1817 wurde Rheinsberg-Glienicke wieder dem Amt Zechlin zugeordnet.
- Gollinsofen (Teerofen) (lag südöstlich vom heutigen Gemeindeteil Beerenbusch der Stadt Rheinsberg; ist im Urmesstischblatt lediglich als Teerofen, ohne Namen, verzeichnet). 1664 existierte hier auf Amtsgebiet des Amtes Lindow ein Teerofen. Später wurde hier auch eine Unterförsterei eingerichtet. Er ist seit der 2. Hälfte des 18. Jahrhunderts nach dem Teerschweler Gollin benannt. Der Ort kam 1764 an das Amt Zechlin und wurde nach 1860 aufgegeben.
- Grüne Hütte (Etablissement) (heute ein Wohnplatz der Stadt Rheinsberg am Südufer des Großen Wummsees). 1741 wurde auf Amtsgebiet eine Glashütte für Grünglas errichtet, die jedoch bald darauf wieder einging. Einige ehemalige Hüttenarbeiter blieben dort. 1860 standen dort zwei Wohnhäuser und vier Wirtschaftsgebäude.
- Gühlen-Glienicke (heute ein Ortsteil der Stadt Neuruppin). Das Dorf kam erst 1844 zum Amt Zechlin.
- Hagenows Teerofen (auch Reierholz) (existiert nicht mehr, lag südwestlich von Zechlin im südwestlichsten Zipfel der Gemarkung von Flecken Zechlin hart an der Grenze zu Gadow[2]). 1715 wurde hier ein Teerofen auf Amtsgebiet neu angelegt. 1860 ist er letztmals genannt.
- Hammelstall, Schäferei, zu Luttrow gehörig (heute Neu Luttrow, ein Gemeindeteil der Stadt Rheinsberg). 1713 wurde zunächst eine Scheune der Schäferei in Alt Lutterow hier erbaut. 1782 wurde hier eine neue Schäferei errichtet und vier Büdner angesetzt.
- Herzdorf (1817: Kolonie). (heute in Schweinrich aufgegangen; die Kolonie lag südlich des alten Ortskern Herzdorfer Straße 5 bis 14). Das mittelalterliche Dorf gehörte bis 1320 zu Mecklenburg, danach dem Bischof von Havelberg. 1418 wurden zwei Höfe von Mecklenburger abgebrannt. Später fiel das Dorf ganz wüst. 1571 kam die Feldmark an das Amt. 1574 wurde die wüste Feldmark von den Bauern von Schweinrich bewirtschaftet. Bei der Vermessung 1752 umfasste die Feldmark 28 Hufen. 1753ff. wurde eine Kolonie mit 10 Büdnerstellen etabliert, die Herzdorf genannt wurde. Sie lag jedoch nicht an der alten Dorfstelle, sondern unmittelbar südlich des Ortskerns von Schweinrich.
- Heuersofen (Teerofen) (existiert nicht mehr, exakte Lage nicht bekannt, onö von Rheinsberg nach HOL). 1719 existierte hier auf Gebiet des Amtes Zechlin ein Teerofen, der nach 1860 eingegangen ist.
- Hindenberg (Koloniedorf) (heute ein Ortsteil der Stadt Lindow (Mark)). Das ursprünglich zum Kloster Lindow gehörige Dorf wurde nach der Aufhebung des Klosters vom Amt Lindow verwaltet. 1764 kam es zunächst an das Amt Zechlin, 1846 wurde es dem Amt Alt Ruppin zugeteilt.
- Hinzpetersofen (Teerofen) (existiert nicht mehr, nördlich des Stechlinsees liegen der Große und der Kleine Boberowsee. Hinzpetersofen lag östlich des Kleinen Boberowsees, im Urmesstischblatt 2844 Rheinsberg verzeichnet als Rungs Teerofen). 1719 wird der Teerofen erstmals erwähnt; er gehörte zum Amtsgebiet des Amtes Lindow. 1764 kam das Gebiet an das Amt Zechlin. Der Teerofen ist nach 1860 eingegangen.
- Kagar (1817: Dorf) (heute ein Ortsteil der Stadt Rheinsberg). Das Dorf gehörte noch bis 1524 zum unmittelbaren Besitz der Herren von Ruppin bzw. der Herrschaft Ruppin. Aus diesem unmittelbaren Besitz der Herren von Ruppin wurde 1524 das Amt Alt Ruppin gebildet. 1764 wurde der Ort dem Amt Zechlin zugeordnet.
- Kleinzerlang (Klein Zerlang, Kolonie) (heute ein Ortsteil der Stadt Rheinsberg). Das mittelalterliche Dorf war zu einem unbekannten Zeitpunkt wüst gefallen. 1525 wird es als wüste Feldmark bezeichnet, die zur Burg Goldbeck bzw. zum Amt Goldbeck gehörte. Schon vor 1724 war hier ein Vorwerk entstanden, das aber nur aus zwei „schlechten und kleinen Taglöhnerhäußgen“ bestand. 1725 wurde der Ort dem Amt Zechlin zugeteilt. 1751/2 wurden fünf Bauern, vier Grundbesitzer und fünf Büdner im Ort angesetzt.
- Kunkelberg (1817: Kolonie) (heute in Dorf Zechlin aufgegangen, lag südöstlich des Ortskerns, wo sich der Name noch im Straßennamen „Am Kunkelberg“ erhalten hat). Das Gebiet gehörte zum ursprünglichen Amtsgebiet des Amtes Zechlin. Bereits 1598 versuchte der Müller von Zechlin, auf dem Kunkelberg eine Windmühle zu errichten. Dies scheint misslungen zu sein, denn später wird keine Mühle erwähnt. 1698 wurden hier vier französische Flüchtlingsfamilien angesiedelt, von denen 2 den Ort bis 1697 wieder verlassen hatten. 1765 wurde hier eine Büdnerkolonie eingerichtet.
- Linow (1817: Dorf) (heute ein Ortsteil der Stadt Rheinsberg). Das Dorf war zur Hälfte in unmittelbarem Besitz der Herren von Ruppin, zur Hälfte weiter verliehen an die v. Gadow in Protzen, einem Ortsteil von Fehrbellin. 1524 ging die eine Hälfte an das Amt Alt Ruppin, die andere Hälfte wurde 1591 an das Amt Alt Ruppin verkauft. Das Dorf wurde 1764 dem Amt Zechlin zugeordnet.
- Ludwigshorst (Wohnplatz im Ortsteil Menz der Gemeinde Stechlin). 1862 siedelte der Lehnschulze nach der Separation aus dem Dorfkern von Menz aus und benannte das neue Hofgut Ludwigshorst. Menz gehörte zum Amtsbereich des Amtes Zechlin.
- Luhme (heute ein Ortsteil der Stadt Rheinsberg). Das mittelalterliche Dorf fiel früh wüst. 1525 wurde die wüste Feldmark von den Bauern der mecklenburgischen Dörfer Peetsch (Gem. Mirow) und Fleeth bewirtschaftet. Das Dorf gehörte zum Amt Goldbeck. 1721 entstand auf Amtsgebiet ein Vorwerk. 1725 wurde es dem Amt Zechlin zugeteilt. 1752 wurde der Ort dem Rittmeister v. Probst zum Wiederaufbau überlassen. 1753 wurden drei Bauern und acht Büdner angesetzt.
- Menz (1817: Dorf und Oberförsterei) (heute ein Ortsteil der Gemeinde Stechlin). Der Ort gehörte zum Kloster Lindow, dessen Besitz 1542 säkularisiert und in das Amt Lindow umgewandelt wurde. 1764 wurde er dem Amt Zechlin zugeteilt.
- Nehmitz. Im Mittelalter stand hier ein Dorf, das im 14./15. Jahrhundert wüst fiel. 1556 ist es als wüste Feldmark belegt. 1574 wurde sie an das Amt Zechlin verkauft und als Heueracker genutzt. Lage: am Südende des Nehmitzsee
- Neuglienicke (Wohnplatz der Stadt Neuruppin). Schon vor 1799 war hier eine Försterei eingerichtet worden. Sie gehörte zunächst zum Gut Gühlen-Glienicke. 1843 kam sie an das Amt Zechlin.
- Neuglobsow. 1778 wurde auf Amtsgebiet eine Glashütte für grünes Glas angelegt.
- Neumühl (Neue Mühle, Wassermühle) (heute ein Gemeindeteil der Stadt Rheinsberg). 1707 wird an diesem Ort erstmals eine neue Mühle (des Amtes Zechlin) genannt. 1883 wurde hier eine Försterei eingerichtet.
- Prebelow (Präwelow, Hegemeisterwohnung) (heute ein Gemeindeteil der Stadt Rheinsberg, zum Ortsteil Kleinzerlang gehörig). Das mittelalterliche Dorf fiel früh wüst. Die Dorfstelle wurde von den Bewohnern von Flecken Zechlin genutzt. 1802 wurde hier eine Hegemeisterwohnung errichtet.
- Priebitz. Das mittelalterliche Dorf fiel im 14./15. Jahrhundert wüst. Dorf und spätere wüste Feldmark gehörten dem Kloster Arendsee, ab 1540 dem Amt Zechlin. Die Feldmark wurden Bauern des Dorfes Rägelin genutzt. Anscheinend hatte hier auch das mecklenburgische Amt Wredenhagen und das Gut Wesenberg alte Rechte, denn die Rägeliner Bauern mussten dem Amt vier Tonnen Bier und dem Haus Wesenberg einen halben Wispel Salz liefern. Die Feldmark des untergegangenen Dorfes ging ganz in der Feldmark von Rägelin auf.
- Quäste, Forsthaus (existiert nicht mehr, lag ungefähr 2 km südöstlich von Gadow, Ortsteil der Stadt Wittstock/Dosse). Ende des 18. Jahrhunderts gab es hier eine Unterförsterei, die 1889 nach Dünamünde (Wohnplatz im Ortsteil Rägelin der Gem. Temnitzquell) verlegt wurde.
- Raderang, Kolonie (heute in Zempow, Stadt Wittstock/Dosse aufgegangen; lag bei den Häusern der Dorfstraße 21, 22 und 26). Im Mittelalter gab es zwei Dörfer, Groß Raderang und Klein Raderang. Groß Raderang hatte 24 Höfe mit 46 Hufen, Klein Raderang 7 Höfe mit 17 Hufen. 1509 waren die Dörfer vielleicht noch teilweise bewohnt. 1575 wurde die Feldmark der beiden Dörfer bereits von Dranse, Schweinrich und Sewekow genutzt. 1721 war die Feldmark Raderang von Dörfern Dranse, Sewekow und Zempow bewirtschaftet. 1754/5 wurde die Kolonie Raderang errichtet, die jedoch nicht an den alten Dorfstellen entstand, sondern am östlichen Ende von Zempow.,
- Rägelin (1817: Dorf und Unterförsterei) (heute ein Ortsteil der Gemeinde Temnitzquell). Der Besitz im Dorf war zersplittert. Bis um 1599 gingen Abgaben an die Burg Fretzdorf (Ortsteil der Stadt Wittstock/Dosse). Ein anderer Teil war im Besitz des Klosters Arendsee; dieser Teil fiel bei der Säkularisation des Klosters 1540 an den brandenburgischen Kurfürsten. Der größte Teil gehörte der Familie v. Rohr. Dieser Teil war vor 1575 an das Amt Zechlin gekommen. Später war das gesamte Dorf im Besitz des Amtes Zechlin. Die im Dorf errichtete Unterförsterei gehörte dagegen zum Amt Alt-Ruppin.
- Randersleben. Das mittelalterliche Dorf ging im 14./15. Jahrhundert unter. Die Feldmark wurde von den Bauern von Rägelin bewirtschaftet. Sie ging später in der Gemarkung von Rägelin auf.
- Randow (1817: Kolonie) (heute ein Gemeindeteil im Ortsteil Groß Haßlow der Stadt Wittstock/Dosse). Das Dorf gehörte 1274 den Herren von Werle. 1492 war es im Besitz des Bischofs von Havelberg. Es könnte ein Zubehör zum Klosterhof Dranse gewesen sein. 1571 kam es an das Amt Zechlin.
- Reierholz, Theerofen. Existiert nicht mehr (lag westlich des Gemeindeteils Schlaborn der Stadt Rheinsberg etwa hier ). Der Teerofen gehörte zum Amt Lindow, ab 1764 zum Amt Zechlin.
- Repente (heute ein Gemeindeteil des Ortsteils Luhme der Stadt Rheinsberg). Das mittelalterliche, slawische Dorf Repente war von 1283 bis nach 1304 im Besitz der Johanniter-Komturei Mirow. Es fiel nach 1304 wüst. Anschließend (jedenfalls nach 1304) kam das Dorf oder schon die wüste Feldmark zur Burg Goldbeck und letztendlich auch zum Amt Goldbeck. 1699 wurde es vom Amt Goldbeck einem Jacques Garlin zur Nutzung überlassen, um hier ein Vorwerk einzurichten. 1752 wurden hier 3 Bauern und 2 Büdner angesetzt. 1725 kam Repente zum Amt Zechlin.
- Roofen (1817: Kolonie) (heute in Menz aufgegangen, lag im Zwickel Sandweg/Roofenstraße). Das mittelalterliche Dorf Roofen wurde 1422 und 1423 von mecklenburgischen Truppen beraubt. Anscheinend wurde es danach verlassen, 1530 ist es als wüste Feldmark bezeugt. Der Ort gehörte dem Kloster Lindow, später die Feldmark zum Amt Lindow. Bis 1574 wurde die Feldmark von den Bauern von Menz mit bewirtschaftet. Bei der Auflösung des Amtes Lindow kam die Feldmark an das Amt Zechlin. 1771 wurden sechs „ausländische“ Kolonistenfamilien hier angesiedelt. Allerdings sind 1800 nur (noch?) drei Büdner in Roofen bezeugt. Immerhin sind um 1860 zwölf Wohn- und zwölf Wirtschaftsgebäude in Roffen bezeugt.
- Schulzenhof (Kolonie und Erbpachtvorwerk) (heute ein Ortsteil der Gemeinde Stechlin). Vermutlich gab es hier schon zu Zeiten des Klosters Lindow eine Wassermühle. 1731 wurde sie wieder instand gesetzt und zur Schneidemühle umgebaut. 1751 wurde sie wegen des Baus des Polzowkanals unbrauchbar. 1754 stellte das Amt einen Erbzinskontrakt über die Ländereien bei der  Dolgowsche(n) Schneide Mühle, jetzt Schultzenhoff aus, mit der Maßgabe sechs Büdner anzusetzen. 1764 kam Schulzenhof an das Amt Zechlin. 1780 wurde Schulzenhof zu Erbpacht an das Gut Zernikow verkauft.
- Schweinrich (1817: Dorf) (heute ein Ortsteil der Stadt Wittstock/Dosse). Das Dorf war bis 1319 in Adelsbesitz und kam in diesem Jahr an den Klosterhof Dranse des Klosters Amelungsborn. 1430 wurde der Klosterhof Dranse mit seinem Zubehör, darunter auch Schweinrich an den Bischof von Havelberg verkauft. Mit der Säkularisation des Hochstiftes Havelberg kam das Dorf zum Amt Zechlin.[Anmerkung 1]
- Sellenwalde (1817: Hegemeisterwohnung) (heute ein Wohnplatz der Gemeinde Stechlin). 1774 bat der Heideläufer (Unterförster) um die Reparatur seines baufällig gewordenen Hauses, an dem seit 40 Jahren nichts gemacht worden war sowie um 8 bis 10 Morgen Dienstland beim Haus. Das Areal gehörte damals bereits zum Amt Zechlin.
- Sewekow (Seveckow, Dorf) (heute ein Ortsteil von Wittstock/Dosse). Das Dorf kam zwischen 1284 und 1316 in den Besitz des Klosters Amelungsborn, das den Besitz vom Klosterhof Dranse verwalten ließ. 1430 an den Bischof von Habelberg, kam der Ort 1571 an das Amt Zechlin.
- Am Siedlitz, Teerofen (existiert nicht mehr; lag am Nordostende des Großen Zechlinsees bei Siedlitz-Ablage der Gemarkung Zechlin). Ein mittelalterliches Dorf ist nicht belegt. Ende des 18. Jahrhunderts wurde hier auf Amtsgebiet ein Teerofen errichtet, der bereits 1844 wieder abgebrochen wurde.
- Sieversofen/Sievertsofen (1817: Teerofen) (existiert nicht mehr, lag im äußersten östlichen Zipfel der Gemarkung von Dagow, südöstlich des Tradenluchs[3]). 1664 gab es hier einen zum Amt Zechlin gehörigen Teerofen. Er hielt seinen Namen von einem Pächter namens Sievert (um 1767). Der Teerofen ist nach 1860 eingegangen.
- Stegemannsofen (1817: Teerofen) (existiert nicht mehr, lag ca. 500 m nördlich des Großen Krukowsees, ca. 300 m von der Grenze zu Mecklenburg entfernt). 1719 existierte hier ein Teerofen im Gebiet des Amtes Lindow. 1764 kam das Gebiet zum Amt Zechlin. Der Teerofen ist nach 1840 eingegangen.
- Steinfurth (1817: Kolonie) (heute in Dollgow aufgegangen, lag westlich anschließend am alten Dorfkern). Das mittelalterliche Dorf war bis spätestens 1530 wüst gefallen; in diesem Jahr ist die wüste Feldmark Steinfurth des Klosters Lindow bezeugt. 1737 wollten böhmische „Ackerleute“ die wüste Feldmark wieder aufbauen. Dies wurde offensichtlich nicht genehmigt. Dafür erhielt die Gemeinde Dollgow 1753 die wüste Feldmark Steinfurth in Erbpacht, musste dafür eine Büdnerkolonie errichten, die aber nur wenig abgesetzt westlich vom Dorfkern angelegt wurde. 1764 kam Dollgow und die Kolonie Steinfurth an das Amt Zechlin.
- Uhlenberg (in Wallitz aufgegangen). Nach dem Urmesstischblatt 2842 Flecken Zechlin von 1825 lag der Teerofen etwas abgesetzt am westlichen Rand des Ortskerns von Wallitz (heute Ausbau Wallitz). Der Teerofen ging nach 1860 ein. Er gehörte bis 1844 zum Amt Alt Ruppin und wurde in diesem Jahr zum Amt Zechlin überwiesen.
- Wallitz (Dorf) (heute ein Ortsteil der Stadt Rheinsberg). Das mittelalterliche Dorf fiel zu einem unbekannten Zeitpunkt wüst. 1525 ist es als wüste Feldmark bezeugt. Die Feldmark war in direktem Besitz der Herren von Ruppin und fiel somit nach Aussterben der Herren von Ruppin an das Amt Alt Ruppin. 1575 nutzten die Bauern des Dorfes Zechlin die Feldmark. Während des Dreißigjährigen Krieges wurde sie dann nicht mehr bewirtschaftet, 1654 war sie ganz bewachsen. 1687 wurden sechs französische Familien in Wallitz angesetzt, 1699 kamen noch einige Pfälzer Kolonisten hinzu. 1764 wurde der Ort dem Amt Zechlin zugeteilt.
- Wittwe (existiert nicht mehr). Um 1800 stand hier ein Fischerhaus, das zum Amt Zechlin gehörte. Es lag auf einer kleinen Halbinsel im südöstlichen Teil des Wittwesees (Lage: )
- Am Wummsee, Teerofen (existiert nicht mehr, lag am Südufer des Kleinen Wummsee, später Lefelds Teerofen genannt). Ein 1320 genanntes, mittelalterliches Dorf an dieser Stelle war danach wüst gefallen. 1574 wurde der Acker der wüsten Feldmark am Wummsee von den Bauern von Dorf Zechlin genutzt. 1707 wird hier erstmals ein Teerofen erwähnt. 1846 auf dem Urmesstischblatt ist er als Lefelds Teerofen verzeichnet. Immerhin bestanden hier drei Wohnhäuser. Der Wohnplatz wird nach 1846 nicht mehr erwähnt.
- Zechlinsche Schneidemühle (heute Gemeindeteil Beckersmühle im Ortsteil Flecken Zechlin der Stadt Rheinsberg)
- Zechlinerhütte (Weiße Hütte, Glashütte) (heute ein Ortsteil der Stadt Rheinsberg). 1735/6 wurde hier auf Amtsgebiet eine Glashütte für weißes Glas aufgebaut.
- Zechow (1817: Dorf) (heute ein Ortsteil der Stadt Rheinsberg). Der Ort gehörte dem Kloster Lindow und kam nach dessen Säkularisation an das Amt Lindow. 1764 wurde der Ort dem Amt Zechlin zugeteilt, 1846 dem Amt Alt Ruppin.
- Zempow (Kolonie) (heute ein Ortsteil der Stadt Wittstock/Dosse). Das mittelalterliche Dorf fiel wohl im 15. Jahrhundert wüst. Es gehörte schon vor 1274 den Herren von Werle, die es 1325 dem Kloster Amelungsborn zum Klosterhof Dranse verkauften. 1430 erwarb der Bischof von Havelberg den Klosterhof Dranse mit seinem Zubehör, darunter auch Zempow (schon wüst?). 1571 kam die wüste Feldmark an das Amt Zechlin. 1574 wurde die wüste Feldmark Zempow von den Bauern des mecklenburgischen Dorfes Schwarz genutzt. 1701 wurde das Dorf neu aufgebaut. 1709 wohnten bereits wieder 12 Bauern der Lehnschulze und ein Schenkkrüger im Ort.
- Zühlen (1817: Dorf und Oberförsterei) (heute ein Ortsteil der Stadt Rheinsberg). Der Ort gehörte dem Kloster Lindow und kam bei dessen Säkularisation an das Amt Lindow. 1764 wurde er dem Amt Zechlin zugeordnet. Mitte des 18. Jahrhunderts entstand im Ort eine Oberförsterei, die zum Amt Alt-Ruppin gehörte.

1844 wurde die Rentei- und Polizeiverwaltung des vom Fiskus aufgekauften Rittergutes Gühlen-Glienicke und das ehemalige Glashüttenetablissement Basdorf zum Amt Zechlin überwiesen. 1846 wurden Banzendorf, Dierberg, Hindenberg und Zechow vom Amt Zechlin abgetrennt und zum Amt Alt Ruppin gelegt. Ab 1862 ist das Amt Zechlin im Königlich-Preußischen Staatskalender lediglich noch als Domänenpolizeiamt bezeichnet. 1872/4 wurde das Amt Zechlin aufgelöst.

## Amtleute
- 1574/5 Adam von Eichstedt, Hauptmann[5]
- 1603 Isaak Kracht, Oberster und Hauptmann zu Zechlin, Wittstock und Lindow[6]
- 1632, 1634 Gabriel von der Weyde[7][8]
- 1720–1742 Siegfried Stropp, Amtmann[9]
- 1742–1778 Johann George Stropp I. (Sohn des Siegfried Stropp), Oberamtmann[10][9]
- 1778–1788 Witwe Stropp[9]
- 1788–1830 Johann George Stropp II. (Sohn des Johann Georg Stropp I.), Oberamtmann, 1824 Amtsrat[11][9][12][13][14][15]
- 1846 Stropp[16]
- 1854 Stropp[17]
- 1855 Huth[18]
- 1859 Huth[19]

ab 1862 Domänenpolizeiamt
- 1862 Barnick (ad int.)[4]

## Anmerkung
1. ↑  Im Historischen Ortslexikon, Teil Ruppin, S. 349, wird irrtümlich angegeben, dass der Ort zum Amt Wittstock gehörte.